# Naesakao
Naesakao (gruz. ნაესაკაო) – wieś w Gruzji, w regionie Megrelia-Górna Swanetia, w gminie Abasza. W 2014 roku liczyła 575 mieszkańców.

## Urodzeni
- Simon Czikowani